# 青森県議会
青森県議会（あおもりけんぎかい）は、青森県に設置されている地方議会である。

## 概要

### 任期
4年。議会が解散された場合はその時点で失職する。

### 定数
48名。経費削減、自治体の合併や人口減などの理由により定数は減少傾向にある。一人区の扱いについても議題に上がっている。

### 選出方法
中選挙区制と小選挙区制を実施。

### 所在地
- 青森県青森市長島一丁目1番1号

### 事務局
県議会を補助する事務組織として「議会事務局」が置かれている。
- 総務課
- 議事課
- 調査課

## 選挙区・選出議員
| 選挙区     | 区域                   | 定数 | 選出議員名（所属会派） | 選出議員名（所属会派） | 選出議員名（所属会派） | 選出議員名（所属会派） |
| ---------- | ---------------------- | ---- | ---------------------- | ---------------------- | ---------------------- | ---------------------- |
| 東津軽郡   | 東津軽郡               | 1    | 福士直治（自民）       |                        |                        |                        |
| 西津軽郡   | 西津軽郡               | 1    | 工藤兼光（自民）       |                        |                        |                        |
| 南津軽郡   | 南津軽郡（大鰐町除く） | 1    | 阿部広悦（自民）       |                        |                        |                        |
| 北津軽郡   | 北津軽郡（中泊町除く） | 1    | 成田陽光（自民）       |                        |                        |                        |
| 上北郡     | 上北郡                 | 4    | 工藤慎康（自民）       | 蛯沢正勝（自民）       | 吉田絹恵（公明）       | 木明和人（自民）       |
| 三戸郡     | 三戸郡                 | 3    | 夏堀浩一（自民）       | 和田寛司（自民）       | 欠員                   |                        |
| 青森市     | 青森市                 | 10   | 森内之保留（自民）     | 鹿内博（県民）         | 伊吹信一（公明）       | 山谷清文（自民）       |
| 青森市     | 青森市                 | 10   | 高橋修一（自民）       | 渋谷哲一（県民）       | 一戸富美雄（青和）     | 花田栄介（自民）       |
| 青森市     | 青森市                 | 10   | 関良（青和）           | 吉俣洋（共産）         |                        |                        |
| 弘前市     | 弘前市・西目屋村       | 6    | 岡元行人（自民）       | 川村悟（青和）         | 安藤晴美（共産）       | 齊藤爾（自民）         |
| 弘前市     | 弘前市・西目屋村       | 6    | 谷川政人（自民）       | 鶴賀谷貴（立憲）       |                        |                        |
| 八戸市     | 八戸市                 | 8    | 田名部定男（立憲）     | 清水悦郎（自民）       | 山田知（自民）         | 畠山敬一（公明）       |
| 八戸市     | 八戸市                 | 8    | 松田勝（共産）         | 田中満（立憲）         | 大崎光明（自民）       | 欠員                   |
| 黒石市     | 黒石市                 | 1    | 鳴海惠一郎（自民）     |                        |                        |                        |
| 五所川原市 | 五所川原市・中泊町     | 3    | 櫛引ユキ子（自民）     | 今博（立憲）           | 寺田達也（自民）       |                        |
| 十和田市   | 十和田市               | 2    | 田中順造（自民）       | 丸井裕（自民）         |                        |                        |
| 三沢市     | 三沢市                 | 1    | 小比類巻正規（自民）   |                        |                        |                        |
| むつ市     | むつ市・下北郡         | 3    | 越前陽悦（自民）       | 菊池憲太郎（自民）     | 山本知也（自民）       |                        |
| つがる市   | つがる市               | 1    | 三橋一三（自民）       |                        |                        |                        |
| 平川市     | 平川市・大鰐町         | 2    | 工藤義春（自民）       | 山口多喜二（自民）     |                        |                        |

- 2019年時点。
- 同一選挙区選出議員の並びは青森県議会のホームページに基づいた順。
- かっこ内は「自民＝自由民主党」・「立憲＝立憲民主党」・「公明＝公明・健政会」・「共産＝日本共産党」・「青和＝青和会」・「県民＝県民主役の県政の会」の各会派・無所属・欠員を示す。

## 会派
| 会派名     | 議員数 | 所属議員の党派別内訳 | 女性議員数 | 女性議員の比率(%) |
| ---------- | ------ | -------------------- | ---------- | ----------------- |
| 自由民主党 | 29     | 自由民主党           | 1          | 3.44              |
| 新政未来   | 6      | 立憲民主党           | 1          | 16.67             |
| オール青森 | 5      |                      | 1          | 20                |
| 日本共産党 | 3      | 日本共産党           | 2          | 66.67             |
| 公明党     | 2      | 公明党               | 0          | 0                 |
| 参政党     | 1      | 参政党               | 1          | 100               |
| 無所属     | 2      | 無所属               | 2          | 40                |
| 定数       | 48     |                      | 7          | 14.58             |

- 2023年6月13日時点[1]。
- 所属議員5名以上の会派は交渉団体として、代表質問権および議会運営委員選出権が認められている。

### 第17回統一地方選挙
2011年4月に行われた統一地方選挙では自民党が公認・推薦合わせて28名と改選前より3議席上積みしたのに対し、民主党は4議席減の7名と惨敗に終わった。公明党・共産党は現有議席を維持したが、社民党は旧社会党発足以来守り続けてきた議席を失い、県議会から姿を消した。その後自民党は無所属議員2名の会派加入で議員数を30名の大台に乗せ、議長・副議長および全委員会の委員長・副委員長ポストを独占し、さらに全委員会の過半数を確保するに至った。また自民・民主両党の会派に加わらなかった無所属議員のうち、県議・市議時代に自民会派に所属していた保守系の櫛引ユキ子・関良・奈良岡央の3名と、東北電力労組出身で連合青森の推薦を受けた労組系の川村悟の合わせて4名が新会派「青和会」を結成している。

### 第18回統一地方選挙
2015年4月に行われた統一地方選挙では、県政与党の自民党が地力を見せ、公認候補29人が当選し、議会の過半数を占め、民主党、公明党は現有議席を維持した。共産党は八戸市で初の議席を獲得し、過去最多を更新する3議席に躍進した。また自民党は無所属議員1名の会派加入で30名となり、初当選の無所属議員2名は青和会に加入した。

### 第19回統一地方選挙
2019年4月に行われた統一地方選挙では自民党が改選前議席31に対して当選議席は28と3議席減らした一方で、公明党・共産党・国民民主党が現有議席を維持した。また、前回選挙後に発足した立憲民主党が1議席を獲得し、青森県議会に立憲会派が誕生した。さらに青森市選挙区では前市長でかつて県議会議員であった無所属の鹿内博が当選したことで県議会に返り咲いた。その後、自民党に自民推薦の無所属議員2名が会派加入で30名となり、国民と立憲の民主党会派は民主連合を結成した。また、無所属議員2名が県民主役の県政の会を結成した。
選挙期間中の不祥事疑惑で三戸郡選挙区の候補者に公職選挙法の違反となる行為があったとして、澤田恵陣営で現職の三戸町議を含む数人が逮捕されたほか、澤田自身も有権者に現金を渡したとして6月8日に逮捕された。その後澤田は議員辞職し、有罪判決が下った。

## 議員報酬等
| 役職   | 議員報酬        | 政務活動費  |
| ------ | --------------- | ----------- |
| 議長   | 月額 91万0000円 | 月額 31万円 |
| 副議長 | 月額 81万0000円 | 月額 31万円 |
| 議員   | 月額 78万0000円 | 月額 31万円 |

- 別途、年2回期末手当あり
- 政務活動費の残金は県に返還する義務がある
- 議員年金は2011年（平成23年）6月1日で廃止されている

## 主な県議会出身者

### 現職国会議員
- 高橋千鶴子
- 滝沢求

### 元国会議員
- 大島理森
- 小笠原八十美
- 木村太郎
- 下田敦子
- 関晴正
- 田沢吉郎
- 田名部匡省
- 寺下岩蔵
- 升田世喜男
- 松尾官平

### その他
- 現職の政治家
  - 相川正光（鶴田町長）
  - 小桧山吉紀（三沢市長）
  - 熊谷雄一（八戸市長）
  - 鹿内博（元青森市長、※退任後に県議復帰）
  - 高樋憲（黒石市長）
  - 長尾忠行（平川市長）
  - 松尾和彦（三戸町長）
  - 山本知也（むつ市長）

- 引退・歴史上の政治家
  - 秋山皐二郎（元八戸市長）
  - 神田重雄（元八戸市長）
  - 北村正哉（元青森県知事）
  - 木村守男（元青森県知事）
  - 杉山粛（元むつ市長）
  - 関春茂（元八戸町長）
  - 相馬錩一（元弘前市長）
  - 竹内俊吉（元青森県知事）
  - 津島文治（元青森県知事）
  - 外崎千代吉（元五所川原市長）
  - 中村寿文（元八戸市長）
  - 中村拓道（元八戸市長）
  - 中里信男（元八戸市長）
  - 奈須川光宝（元八戸町長）
  - 奈良岡末造（元青森市長）
  - 平山誠敏（元五所川原市長）
  - 古村一雄（元浪岡町長）

## 出来事
- 1950年（昭和25年）6月4日に行われた第2回参議院議員通常選挙にて、県会議員らが選挙違反を犯し同年7月27日までに15人が逮捕される事態となった。このため、同年7月末から開催予定であった臨時議会が流会となった[11]。
- 米内山事件